# Kootenichela
Kootenichela é um gênero extinto de artrópode do período Cambriano, encontrado no Parque Nacional Kootenay, Canadá.

## Interpretação
Kootenichela parece ser um antepassado longínquo das lagostas e dos escorpiões, que vivia em águas pouco profundas ao largo da atual Colômbia Britânica, Canadá, além de que a espécie provavelmente pertence ao grupo irmão de Worthenella, segundo uma análise cladística. É sugerido que o animal, com cerca de  4 cm de comprimento, tenha sido um caçador ou limpador, que usava as suas alongadas garras com espinhos para capturar presas ou explorar o fundo do mar à procura de pequenas criaturas escondidas. O fóssil pertence a um grupo de artrópodes chamado Megacheira, que estiveram na origem dos escorpiões, centopeias, insetos e caranguejos.